# Trinchera de las Montañas Rocosas
La trinchera de las Montañas Rocosas (del inglés: Rocky Mountain Trench), también conocida como El Valle de los Mil Picos (The Valley of a Thousand Peaks) o simplemente la Trinchera (Trench), es un largo valle localizado en la parte norte de las Montañas Rocosas. Es un accidente fisiográfico notable, tanto visual como cartográficamente, que se extiende unos  1600 km desde el lago Flathead, Montana, hasta el río Liard, justo al sur de la frontera entre la Columbia Británica y el Yukón cerca del Watson Lake (YK). El fondo de la trinchera tiene de 3−16 km de anchura y su altitud varia entre 600−900 m s. n. m.. La orientación general casi uniforme de la Trinchera es un vector geográfico 150/330° Norte, que se ha convertido también en una guía adecuada para los aviadores.
Aunque parte de su topografía ha sido tallada en valles glaciares, es principalmente un subproducto geológico de una falla. La Trinchera separa las Montañas Rocosas, en el este, de las montañas Columbia y las Cassiar, en su lado oeste. También bordea parte de la región de la meseta de McGregor de la meseta Nechako, un subárea de la meseta Interior de la Columbia Británica. En algunos puntos tiene hasta 25 km de ancho, si se mide de pico a pico, y en el valle el relieve varía, pero es claramente visible desde el aire, es detectado por sensores remotos de satélite y es claramente percibido por aquellos que asciendan a cualquiera de las montañas o cordilleras que la bordean.
La Trinchera es drenada por cuatro grandes cuencas fluviales, dos de la vertiente del Pacífico —ríos Columbia y Fraser— y dos de la vertiente del Ártico del río Mackenzie —ríos Peace y Liard—. Dos embalses construidos a partir del Tratado Río Columbia, un acuerdo de 1964 para la explotación hidroeléctrica y control de inundaciones del río, han inundado gran parte del fondo de la trinchera actual, el lago Koocanusa y el lago Kinbasket. Una iniciativa posterior para obtener energía hidroeléctrica de la Columbia Británica creó el lago Williston, en el Peace, inundando la parte más septentrional de la trinchera. Siguen la Trinchera, al menos en parte, los ríos Kootenay, Columbia, Canoe, Flathead, Fraser, Parsnip, río Finlay, Fox y Kechika. El ramal del Norte del río Flathead, que desemboca en el lago Flathead, con las otras ramas del río Flathead, es parte del sistema del río Columbia. El Kechika es parte del sistema del río Liard, y los ríos Fox, Parsnip y Finlay forman parte del sistema del río Peace. El río Canoe es un corto afluente del sistema del Columbia, que drena en el lago Kinbasket, un embalse en el río Columbia. El río Kootenai, sin embargo, no sigue completamente la Trinchera sino que sale de Canadá por el suroeste a través del embalse del lago Koocanusa hasta la presa Libby. El Kootenay (ortografía canadiense) es un afluente del Columbia, uniéndose a él en Castlegar, después de describir un meandro a través de los EE. UU., como río Kootenai (ortografía en EE. UU.).
Por conveniencia, la trinchera de las Montañas Rocosas se suele dividir en dos secciones: la trinchera de las Montañas Rocosas Norteña, o del Norte o Septentrional (Northern Rocky Mountain Trench), y la trinchera de las Montañas Rocosas Sureña, o del Sur o Meridional (Southern Rocky Mountain Trench). El punto de división refleja la divisoria de aguas de las corrientes que se encaminan al norte y este, que acaban desaguando en el océano Ártico, de las corrientes que van al sur y oeste, que acaban en el océano Pacífico. La rotura en el sistema del valle está en ~54°N, cerca de Prince George (71 273 hab.), la ciudad norteña más poblada de la Columbia Británica. La parte norte de la Trinchera está dominada por las fallas de desgarre, mientras que la parte sur de la Trinchera fue creada por fallas normales. A pesar de las diferencias en cuanto a la época de formación y a los diferentes estilos de esas fallas, las porciones Norte y Sur quedaron alineadas entre sí debido a que el proceso de ambas fallas estuvo controlado por la existencia de un profundo basamento preexistente en rampa, orientado al oeste, con más de 10 km de desplazamiento vertical.

## Trinchera de las Montañas Rocosas del Norte

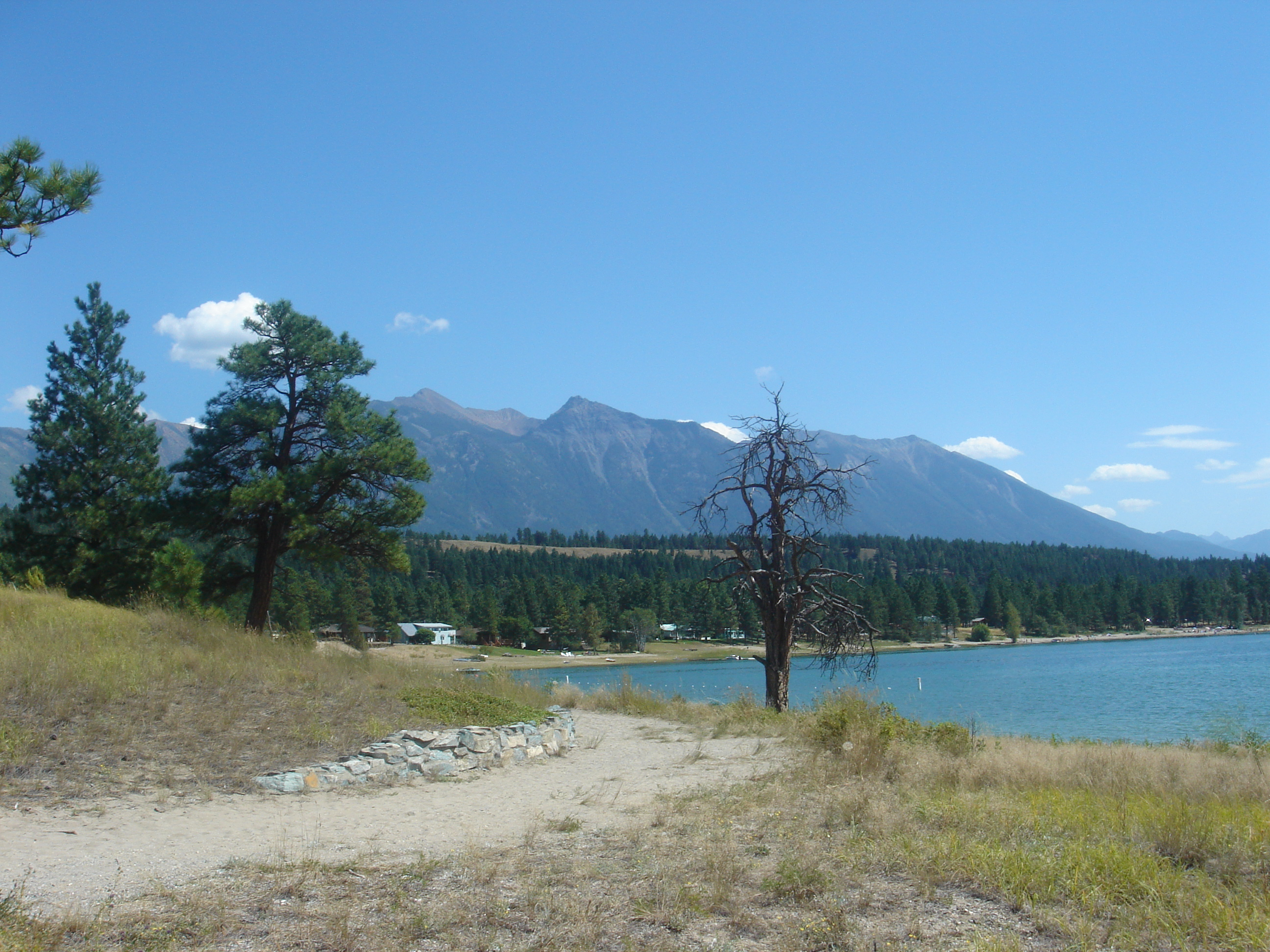
El lago Wasa en la trinchera de las Montañas Rocosas.

La trinchera de las Montañas Rocosas del Norte (Northern Rocky Mountain Trench) está estrechamente alineada con la trinchera Tintina (Tintina Trench), cerca de la frontera entre la Columbia Británica y el Yukón, a los 60°N, y ambas trincheras posiblemente podrían ser consideradas una misma falla, o extensiones una de la otra. La trinchera Tintina se extiende más al noroeste a través del Yukón hasta Alaska. La expresión visible de ambas trincheras se pierde cuando se sumergen bajo los bosques boreales de la llanura Liard próximos a las pequeñas comunidades de Watson Lake (Yukón) (802 hab.) y Lower Post (110 hab.). El punto más alto de la Trinchera Norte es el paso Sifton (Sifton Pass) a una altitud de unos 1010 m cerca de la curva del arroyo Scarcity.

### Geología
El movimiento de desgarro lateral de la falla Tintina respecto a la trinchera Tintina-Montañas Rocosas Norte puede haber comenzado a mediados del Jurásico. Las tasas más rápidas de deslizamiento probablemente ocurrieron durante dos pulsos en el Cretácico medio y principios del Cenozoico, respectivamente, siendo este último probablemente producido durante el Eoceno. Se han dado entre 750−900 km de movimiento total lateral a la derecha, de los cuales 450 km han tenido lugar desde mediados del Cretácico. El resultado final es que los terrenos al oeste del sistema de fallas se han movido hacia el norte. En el contexto de la tectónica de placas, el movimiento de desgarro de la falla Tintina sobre la trinchera Tintina-Montañas Rocosas del Norte también se relaciona con el movimiento de desgarro a lo largo de la falla de San Andrés, la extensión de la provincia Cuenca y Cordillera (Basin and Range Province), y otra falla de extensión o sistemas de fallas de desgarro en el oeste de América del Norte. La falla Tintina es una de las dos principales zonas de fallas paralelas a la provincia volcánica Cordillera del Norte (Northern Cordilleran Volcanic Province), siendo la otra la falla Denali, en el Yukón, el estado norteamericano de Alaska y a lo largo de la costa de la Columbia Británica.

### Historia y accesibilidad
Nativos de las Primeras Naciones han viajado tradicionalmente siempre por la trinchera norteña. Hubo varios contactos épicos post-europeos que remontaron la Trinchera Norte, a menudo de proporciones legendarias. Pero la Trinchera sigue estando en su mayoría virgen, y los 300 km septentrionales permanecen esencialmente sin carreteras ni caminos, salvo algunas pistas para el control de fuegos, el uso por proveedores de equipos o los madereros. Esta área virgen permanece así, asombrosamente, debido a varias vueltas del destino y a estratégicas decisiones administrativas tomadas desde 1824, ya que es el corredor de transporte terrestre más natural de todos los corredores en el norte de la Columbia Británica. En muchos mapas del gobierno elaborados desde 1897, se han publicado indicaciones de un camino transitable. Sin embargo, con los cambios en los diques de los castores y los incendios forestales, y pese al mantenimiento de guías-proveedores de equipo, la pista desde el lago Fox al norte es a menudo difícil de encontrar, o ha desaparecido para todos, salvo para los indígenas y nativos Kaska experimentados. La Trinchera del Norte es sin embargo una ruta de la aviación indiscutible hoy.
La Trinchera Norte desde el puente de la autopista 97 sobre el río Parsnip tiene rutas a ambos lados del embalse del lago Williston hasta Fort Ware. La ruta que remonta el lado este no puede ser seguida a causa del brazo Peace (Peace Reach ) del embalse. La carretera avanza mediante un camino de ripio hasta el lado oeste del embalse de Ware. Más allá de ese punto el viaje hacia el norte solo encontrará una estrecha pista durante unos pocos kilómetros.
La cultura Kaska Dena de Fort Ware y de Lower Post se refiere al uso ancestral de la ruta natural de 300 km como «El Camino de los Antiguos» (The Trail of The Ancient Ones). También lo llaman la ruta Davie (Davie Trail) para honrar a David Braconnier, el fundador jefe de la comunidad en Ware (Fort Ware, originalmente llamado Kwadacha, que la Compañía de la Bahía de Hudson (Hudson Company Bay, HBC) nombró Whitewater Post).
Los principales hechos que afectan a la Trinchera Norte son los siguientes:
- 1797 - John Finlay reconoce los desembocaduras de los ríos Finlay y Parsnip y se aventura remontando parte de cada río. El río Finlay más tarde llegará a llevar su nombre.

- 1823-1825 - Samuel Black fue enviado al norte por la HBC a través del Finlay Forks hasta el río Fox (Kwadacha) y regresó más tarde esa misma temporada. Estuvo a punto de ser la primera persona blanca que recorriese todo el camino de la Trinchera Norte hasta el río Liard, pero optó por no escuchar a su guía, encaminándose en su lugar en dirección noroeste en busca de la fuente del río Finlay. Viajó lo suficientemente al noroeste para descubrir el nacimiento del otro afluente de la Trinchera, el río Turnagain. Los nativos encontraron un marcador dejado por Black e informaron de ello al históricao Fort Halkett en el río Liard.[2]

- 1831 - John McLeod, al servicio de la HBC, reconoció la desembocadura del río Kechika desaguando afuera por el extremo norte de la Trinchera en el Liard cerca de la frontera Columbia Británica-Yukón.

- 1872 - El capitán William F. Butler ascendió parte del río Finlay y reconoció al norte tanto el río Fox como el lago Fox (el puesto comercial de Fort Ware/Kwadacha aún no se había establecido).

- 1897-1898 - El gobierno canadiense envió una patrulla de policía al mando del Inspector Moodie para cartografiar una posible ruta de abastecimiento desde el río Peace hasta el territorio del Yukón, específicamente hasta la ciudad de Dawson City. La patrulla, que se creía que habían muerto de frío, finalmente llegó a Fort Sekirk. Probaron la viabilidad de la ruta y realizaron un mapa que se conserva de la misma (Yukon Archives).

- 1898 - El libro de McGregor  The Klondike Rush Though Edmonton [La fiebre del Klondike a través de Edmonton] resume diversas fuentes (documentos) que llegan hasta 45 partidas de las que se informa que siguieron a lo largo de la ruta desde el río Fox hasta Sylvestre's Landing. Hay también informe de una conducción de ganado en esta ruta (de la que se hacen eco los informes de Moodie y la historia oral de los Kaska.)

- 1906 - Una patrulla de la Policía Montada del Noroeste, bajo la supervisión de campo del Inspector Constantine, comenzó la construcción de la pista de la Policía (Police Trail) hacia el oeste desde Hudson Hope y luego hacia el norte remontando la Trinchera Norte hasta el puesto de la HBC en Fort Graham.

- 1907 - El premier de la Columbia Británica Richard McBride intervino y pidió a Canadá que emplease recursos de la policía para conectar con la ruta Telegraph (Telegraph Trail), localizada más hacia el oeste. Bajo protesta, el equipo de campo de la NWMP lo hizo. Ese camino fue pronto abandonado debido a su carácter no viable. La vía política salía desde Fort Graham hacia el oeste añadiendo 400 km abruptos y nevados a la distancia total sin más terreno favorable o distancia medible más cercana al norte. La pista Davie (Davie Trail) se observa que es excelente para la invernada de los caballos debido a la baja acumulación de nieve.

- 1912 - British Columbia Magazine - El prospector Bower informó de que el Sifton Pass era el paso de montaña más practicable y factible para establecer un ferrocarril desde el río Fraser al Yukón.

- 1914 - El premier McBride abogó por un tren por la ruta del inspector Moodie, según B. Kenelly en un folleto de 1936 'The British Columbia Peace. Fort St John'.

- 1926 - La HBC estableció un puesto comercial, Whitewater Post. Whitewater es la traducción de Kwadacha, un río cercano.

- 1930-1931 - El Departamento de Obras Públicas de la Columbia Británica investigó una ruta por carretera por el Sifton Pass.

- 1934 - Charles Bedaux, un destacado consultor internacional de gestión de lugares de trabajo (estudios de tiempo y movimiento) lideró y financió la Expedición Bedaux, conocida formalmente como Expedición Subártico Canadiense Bedaux (Bedaux Canadian Subarctic Expedition). Aunque sus scouts de avanzada llegaron hasta McDame Post,  cerca del lago Good Hope, el líder y su séquito abandonaron su misión en el arroyo Driftpile, debido a la fatiga, la falta de alimentación para los caballos y el inminente invierno. La controvertida aventura fue el tema de una película de 1995 biográfica titulada Champagne Safari.

- 1942 - En febrero se tomó una decisión definitiva sobre las rutas A, B, y C para el trazado de una autopista del norte. Conectará los aeródromos de la North West Staging Route y evitará la Trinchera Norte para unirse a la Autopista Alaska (también llamada Alcan Highway). Las tres rutas habían sido objeto de una considerable competencia económica entre los gobiernos y las comunidades desde la fiebre del oro de Klondike. La ruta A era una opción Stikine similar a la actual Highway 37. La ruta B favorecía la opción Trinchera. La ruta C seguía los campos de aviación al este de las montañas Rocosas y luego cruzaba hacia el oeste, cerca del río Liard, y fue la ruta elegida.

- 1942 - El 28 de marzo el gobierno estadounidense inició un estudio altamente secreto con el propósito de evaluar un enlace militar de tren hasta la trinchera de las Montañas Rocosas del Norte. Fue terminado el 28 de septiembre y el 15 de noviembre el general de los Estados Unidos Somervell se negó a proceder con un tren militar. El mayor canadiense Charles presentó dibujos de la zona Trinchera del Norte para un ferrocarril desde Ware hasta Lower Post de 218,5 millas, con un coste de 112 millones de dólares, con 17 000 efectivos y unos 400 días. De los 1217 kilómetros totales de propuesta ferroviaria hasta Alaska, 530 estaban en suelo canadiense y se encuentran dentro de la trinchera de las Montañas Rocosas del Norte o de la trinchera Tintina.

- 1949 - La Ley Pública 391 del Congreso de Estados Unidos autorizó la realización de una campaña de reconocimiento para el trazado de un ferrocarril desde Prince George hasta Fairbanks. La Cámara de Comercio de Prince George abogó por la ruta Trench, la ruta B.

- 1950 - octubre, el ministro de Transporte canadiense Lionel Chevrier abogó por la ruta 1942 en un documento secreto ante el Gabinete Federal. Se presentó un presupuesto de 750 millones dólares.

- 1953 - El puesto comercial de la HBC de Whitewater Post o Kwadacha cierra. Hoy, la Comunidad Kaska Dena de Fort Ware (Ware) permanece como un asentamiento da tiempo completo.

- 1957 - El industrial sueco savant Axel Wenner-Gren aboga por mega-desarrollos de los recursos de la zona del río Peace. Entre sus propuestas imagina un monorraíl hasta la Trinchera Norte. Algunas propuestas para la zona se convirtieron en realidad parcial, pero el monorraíl no se hizo.

- 1960-1967 - El Gobierno de la Columbia Británica declinó la Trinchera Norte como su opción estratégica para el ferrocarril, favoreciendo en cambio una ruta hacia el oeste similar a la ruta de telégrafos. Las razones aducidas fueron que partes del Bajo Finlay y del río Pastinaca de la Trinchera Norte quedarían inundadas por el represamiento del río Peace. Da comienzo la adquisición de tierras para el embalse. La ruta del oeste seleccionada para el ferrocarril —la Extensión Lago Dease a lo largo de la Ruta A— ha sido, en parte, abandonada, y en menor parte ha sido reabierta hasta Takla Siding para usos madereros.

- 1964 - El Congreso de los Estados Unidos respalda la propuesta NAWAPA de Parsons Engineering Group, que verían inundadas partes de la Trinchera como parte de un desvío de agua a escala continental.

- 1971 - Sir Ranulph Fiennes desciende la Trinchera desde la boca del Kechika, en su mayoría a pie, en parte, en solitario, como parte de su expedición circum-polar.[3] Por esta y otras hazañas posteriores fue recogido en Libro Guinness de los Récords como el más grande explorador vivo del mundo  (World's 'Greatest Living Explorer.').

- 1981 - 'Skook' Davidson, durante mucho tiempo sastre, propuso un parque nacional "federal" en la Trinchera Norte.

- 1998 - Después de varios años de discusiones de mesas redondas el Gobierno de Columbia Británica toma los primeros pasos legislativos para establecer una 'provincial' Área de Gestión Muskwa-Kechika (Muskwa-Kechika Management Area, o M-KMA).[4]  Cubre un área considerablemente mayor que el suelo de la Trinchera y sus afluentes inmediatos.

- 1999 - Karsten Heuer completa la sección final de la caminata Y2Y (Yellowstone hasta Yukón) en Lower Post.[5]

- 2000 - Ampliación del Área de Gestión Muskwa-Kechika en la Trinchera Norte. El alcance lejano más al norte de la trinchera de las Montañas Rocosas está dentro de esta área protegida de la Columbia Británica. Una exposición significativa se da a la M-KMA en el Nacional Geographic Magazine en noviembre de 2008 como un seguimiento de su financiación parcial de una reciente expedición al paso Gataga.[6]

En 2009 la zona de Trinchera Norte podría todavía ser la ruta preferida para una idea ya con 120 años de antigüedad de una Canada Alaska Railway Las discusiones entre los expertos sobre su viabilidad aún no parecen estar a favor de la Ruta B a pesar de ser más baja, más directa y con menos cruces de ríos y con considerablemente menos nieve.

## Trinchera de las Montañas Rocosas del Sur

### Geología
La trinchera de las Montañas Rocosas del Sur fue creada principalmente por una extensión en el Cenozoica (fallas normales). El poco movimiento de desgarre que se encuentra en la trinchera Sur no se considera significativo. El fallamiento fue sin embargo importante, habiéndose extendido tan profundamente como 13,5 km. La trinchera Sur también difiere de la trinchera Norte en que es más sinuosa y asimétrica en su sección transversal (perpendicular a su longitud). El lado occidental de la trinchera es más suave e irregular que la zona este. Durante finales del Paleozoico al Mesozoico, la rápida deposición de sedimentos y la subsidencia hacia el oeste, suposó la transición en el ámbito de la moderna trinchera de las Montañas Rocosas en una estable plataforma continental en el este. La orogenia de Nevada destruyó la cuña occidental de rocas sedimentarias durante el Jurásico hasta mediados del Cretácico, empujando hacia arriba en cinturones plegados metamórficos. Actualmente, los estratos en cada lado de la trinchera de las Montañas Rocosas Sur consisten principalmente en rocas metasedimentarias y sedimentarias del Precámbrico y Paleozoico. Dentro de la trinchera son areniscas no consolidadas del Cenozoico y conglomerados.
La rampa del basamento antes mencionada a lo largo de la cual la orogenia relacionada produjo cabalgaduras y el posterior fallamiento de desgarro y fallamiento normal está probablemente asociada con la antigua plataforma continental del Paleozoico y Mesozoico.
La trinchera de las Montañas Rocosas del Sur comprende aproximadamente la mitad de la Trinchera en la Columbia Británica y se compone de tres regiones: el Valle de Robson, el valle del Columbia y Kootenay Oriental (de norte a sur). Alberga comunidades en McBride, Dunster, Tete Jaune, Valemount, Canoe, Donald, Golden, Spillmacheen, Brisco, Edgewater, Radium, Athalmer, Invermere, Windermere, Fairmont, Canal Flats, Skookumchuck, Wasa, Fort Steele, Wardner, Jaffray, Elko y Grasmere. Alberga dos grandes embalses, el lago Kinbasket y el lago Koocanusa (acrónimo de Kootenay/Canada/USA). Hay intersecciones con otras dos accidentes de la falla. En el punto medio aproximado del lago Kinbasket, el ahora sumergido río Columbia sale de la trinchera en una dirección casi sur hacia Revelstoke y fluye más allá hasta su punto de salida de Canadá al sur de Trail. Al oeste de Donald, el río Beaver desagua en el Columbia desde el sur, pero representa la intersección de la trinchera menos importante llamada trinchera Purcell (Purcell Trench). La trinchera Purcell a medida que avanza hacia el sur, se convierte en el valle del río Duncan y los lagos Duncan y Kootenay.

### Geografía

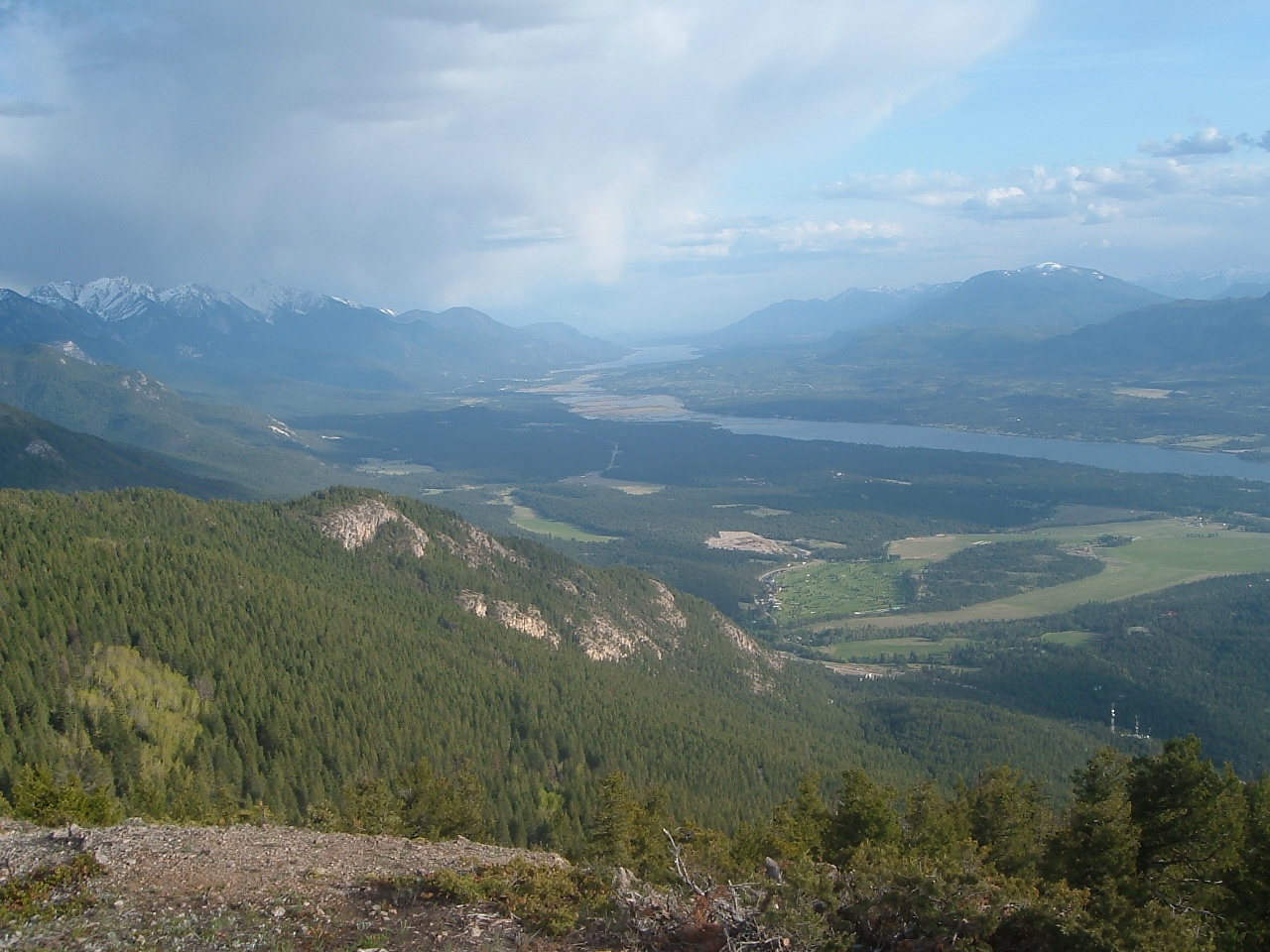
El Valle de Columbia es parte de la trinchera de las Montañas Rocosas del Sur.

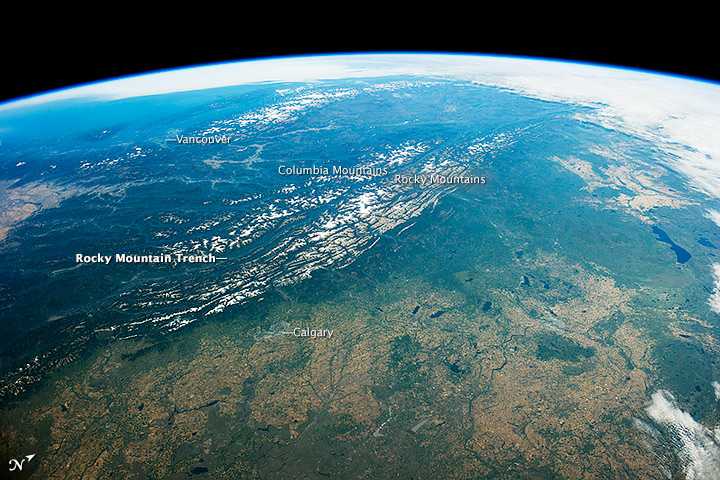
La Trinchera de las Montañas Rocosas (Rocky Mountain Trench) en una imagen de satélite

Hay cuatro segmentos geográficos de la trinchera de las Montañas Rocosas del Sur:
- El segmento de la Trinchera que abarca el corte más alto del río Fraser, desde el este de Prince George y continuando hacia el sureste hasta la ciudad de Valemount, es conocido como el valle Robson, por el monte Robson, que sobresale en su extremo sur. Valemount es el portal de Westerly hasta el paso Yellowhead (Yellowhead Pass).
- Desde Valemount y Canoe hacia el sureste de la salida este del paso Rogers (Rogers Pass) en Donald, justo al norte de la ciudad de Golden, la Trinchera acuna las aguas del lago Kinbasket el embalse creado por la presa Mica; esta región antes de llenarse el embalse era parte de la ruta de la carretera interprovincial, una vez conocida como Big Bend Highway, antes de la apertura en la década de 1960 de la sección de paso Roger de la Trans-Canada.
- La Trinchera desde Golden que se extiende al SE hasta las cabeceras del río Columbia en el lago Columbia es conocida como el Valle de Columbia. Golden es el portal occidental del Kicking Horse Pass en la Highway 1 en dirección este hasta Aberta.
- La parte más meridional canadiense de la Trinchera es el núcleo de una región conocida como el Kootenay Oriental, que comprende la parte superior de las dos partes canadienses del valle del río Kootenay. Aquí, cerca de Cranbrook, la Trinchera es mucho más amplia que en el noroeste, formando una cuenca más amplia que el valle en forma de U que caracteriza la mayor parte de la trinchera de otros lugares desde el lago Columbia hacia el norte hasta el Liard. Este segmento se bifurca cerca de Wasa, 100 km al norte de la frontera con Estados Unidos. El ramal occidental que sale fuera tiene la ciudad de Cranbrook que ofrece acceso a la cercana ciudad de Kimberley. Elko es el portal occidental hasta el paso Crowsnest en la Highway 3 hacia el este hasta Alberta.

La extensión transfronteriza hacia el sur de la Trinchera en Montana es la contención primaria para el lago Koocanusa, un embalse en el río Kootenay creado por la presa de Libby cerca de Libby, Montana.

### Cultura y economía
El largo valle y sus afluentes siempre han ofrecido una economía basada en la ganadería y la explotación forestal, complementada con fortuitas localizaciones de varias minas, muchas en los valles secundarios, que producen plomo, zinc, carbón y yeso. La Canadian Pacific Railway (CPR) también construyó un ramal que se extiende hacia el norte remontando el sur de la Trinchera entre Cranbrook y Golden. Esto ramal conecta la ruta ferroviaria meridional del Paso de Crowsnest con la línea principal de la CPR a través del Rogers Pass. Hoy lleva el carbón de Crowsnest hasta Tsawwassen para la exportación. Un ramal de enlace más al sur a través Yahk permite envíos de carga hacia Idaho y los EE. UU. occidentales.
En tiempos más modernos el turismo se ha convertido en una pujante actividad económica. La Trinchera Sur es también conocida por una serie de estaciones de esquí en la propia trinchera o en los valles tributarios cercanos. Estos destinos son Fairmont, Panorama, Kimberley, Purden, Kicking Horse y el original heli-ski lodge de Bugaboo. Otros numerosos circuitos de esquí de montaña y cabañas del país también se encuentran aquí. Los deportes de verano des golf, paseos en bote, pesca y senderismo completan el atractivo de un fin de semana, con una población de fin de semana y permanente cada vez mayor.
La caza, la pesca, el off-road, y el campin continúan siendo pasatiempos atractivos. Estos incluyen actividades guiadas y actividades individuales en la zona.
La generosa mezcla de baja altitud, buen clima, bellos paisajes, diversidad de recreación y centro turístico ha fomentado una industria de propiedades de vacaciones para las comunidades y áreas rurales circundantes Cranbrook, Windermere, Invermere, Radium, y recientemente, Golden. Hay muchas otras comunidades locales no incorporadas y oficinas de correos.

## Asentamientos humanos
La Trinchera acoge solo unas pocas comunidades actualmente. De sur a norte son:
- Kalispell (19 927 hab.)
- Whitefish (6357 hab.)
- Cranbrook (19 364 hab.)
- Kimberley (7600 hab.)
- Invermere (3002 hab.)
- Mackenzie (4539 hab.)
- Lower Post (110 hab.)